# Epicroesa ambrosia
Epicroesa ambrosia är en fjärilsart som beskrevs av Edward Meyrick 1907. Epicroesa ambrosia ingår i släktet Epicroesa och familjen signalmalar. Inga underarter finns listade i Catalogue of Life.